# قائمة متصفحات الويب
هذه قائمة بمتصفحات الوب
- موزيلا فايرفوكس
- انترنت اكسبلورر
- ماكسون
- سفاري
- موزيلا
- لنكس
- أمايا
- أوبرا (حزمة برامج إنترنت)
- موزاييك
- سوريبو براوزلورير
- فلوك
- كروم
- كنكرر
- أمايا
- أفانت
- نتسكيب نافيجاتور
- سي منكي